# Romain Guillaume
Romain Guillaume, né le 3 février 1985 à Lons-le-Saunier en France, est un triathlète professionnel français, vainqueur sur triathlon Ironman et Ironman 70.3.

## Biographie

### Jeunesse
Romain Guillaume nait dans un environnement sportif, son père est maître nageur et pratique le triathlon depuis quasiment la création de la discipline.  Il participe à son premier triathlon pour enfants à l'âge de huit ans, discipline à laquelle il adhère rapidement. Il  pratique alors le triathlon courte distance jusqu'à ses 18 ans, avant de se diriger vers le longue distance, format qui lui convient mieux. 

### Carrière en triathlon
Romain Guillaume remporte l'Ironman de Mont-Tremblant au Canada en 2012, il remporte deux ans plus tard  l'Ironman de Lanzarote, ou il parcourt sur les Îles Canaries les différents tracés des trois disciplines en 8 h 47 min 39 s. La même année, il prend la 10e place du championnat du monde d'Ironman à Kona avec un temps de 8 h 30 min 15 s.
Il est entraîné par Yves Cordier depuis septembre 2013, date à laquelle il  rejoint son amie dans la vie Jeanne Collonge, à la section triathlon de l’Olympic Nice Natation,.
En 2016 tout en saluant sa collaboration avec Yves Cordier, il entame une nouvelle étape de sa carrière avec le champion du monde d'Ironman Luc Van Lierde, il est également recruté pour porter les couleurs du club de triathlon de la ville d'Aix-en-Provence, le Triathl'Aix.
En 2017, Romain Guillaume remporte une victoire et monte sur le podium de plusieurs Ironman 70.3, mais connait quelques déconvenues sur distance Ironman. Il ne prend que la 5e place à l'Ironman Lanzarote, chute en vélo dans un virage lors de l'Ironman Royaume-Uni et abandonne à la suite d'une hypothermie lors de l'Ironman Pays de Galles. Sans mettre un terme à la saison 2017, peu fructueuse jusqu’alors sur la distance la plus longue du circuit professionnel, il prend le départ de l'Ironman Malaisie, épreuve symbole de son premier podium sur le circuit Ironman en 2010. Il remporte l'épreuve en 8 h 32 min 53 s et établit un nouveau record de l'épreuve, après avoir pris l'avantage dans la partie vélo et en maintenant plus de quatre minutes d'avance sur son premier poursuivant. Cette victoire signe son premier succès sur Ironman depuis 2014.

## Palmarès
Le tableau présente les résultats les plus significatifs (podium) obtenus sur le circuit national et international de triathlon depuis 2010.
| Année | Compétition                 | Pays           | Position           | Temps           |
| ----- | --------------------------- | -------------- | ------------------ | --------------- |
| 2019  | Triathlon Alpe d'Huez       | France         | Médaille d'or      | 6 h 5 min 52 s  |
| 2018  | Ironman 70.3 Luxembourg     | Luxembourg     | Médaille d'argent  | 3 h 54 min 29 s |
| 2017  | Ironman Malaisie            | Malaisie       | Médaille d'or      | 8 h 32 min 53 s |
| 2017  | Ironman 70.3 Staffordshire  | Royaume-Uni    | Médaille d'argent  | 4 h 3 min 1 s   |
| 2017  | Ironman 70.3 Dublin         | Royaume-Uni    | Médaille d'argent  | 3 h 48 min 43 s |
| 2017  | Ironman 70.3 Afrique du Sud | Afrique du Sud | Médaille d'or      | 4 h 8 min 58 s  |
| 2015  | Ironman France              | France         | Médaille de bronze | 8 h 34 min 44 s |
| 2015  | Ironman 70.3 Staffordshire  | Royaume-Uni    | Médaille de bronze | 4 h 9 min 7 s   |
| 2014  | Ironman Lanzarote           | Espagne        | Médaille d'or      | 8 h 47 min 39 s |
| 2014  | Ironman 70.3 Afrique du Sud | Afrique du Sud | Médaille de bronze | 4 h 6 min 23 s  |
| 2014  | Ironman 70.3 Lanzarote      | Espagne        | Médaille de bronze | 4 h 6 min 53 s  |
| 2013  | Ironman 70.3 Mont-Tremblant | Canada         | Médaille de bronze | 3 h 55 min 58 s |
| 2012  | Ironman Mont-Tremblant      | Canada         | Médaille d'or      | 8 h 40 min 48 s |
| 2012  | Ironman Lake Placid         | États-Unis     | Médaille de bronze | 9 h 8 min 57 s  |
| 2012  | Ironman 70.3 Mont-Tremblant | Canada         | Médaille d'or      | 3 h 58 min 8 s  |
| 2012  | TriStar 111 Cannes          | France         | Médaille d'or      | 3 h 31 min 3 s  |
| 2011  | Ironman Royaume-Uni         | Royaume-Uni    | Médaille d'argent  | 8 h 41 min 24 s |
| 2010  | Ironman Wisconsin           | États-Unis     | Médaille d'argent  | 8 h 49 min 42 s |
| 2010  | Ironman Malaisie            | Malaisie       | Médaille de bronze | 8 h 54 min 38 s |